# Nongmynsong
Nongmynsong là một thị trấn thống kê (census town) của quận East Khasi Hills thuộc bang Meghalaya, Ấn Độ.

## Nhân khẩu
Theo điều tra dân số năm 2001 của Ấn Độ, Nongmynsong có dân số 11.362 người. Phái nam chiếm 52% tổng số dân và phái nữ chiếm 48%. Nongmynsong có tỷ lệ 69% biết đọc biết viết, cao hơn tỷ lệ trung bình toàn quốc là 59,5%: tỷ lệ cho phái nam là 74%, và tỷ lệ cho phái nữ là 64%. Tại Nongmynsong, 15% dân số nhỏ hơn 6 tuổi.